# Pang Junxu
Pang Junxu (n. 15 de febrero de 2000) es un jugador de snooker chino.

## Biografía
Nació en China en 2000. Es jugador profesional de snooker desde 2020. No se ha proclamado campeón de ningún torneo de ranking, pero sí fue subcampeón del WST Classic de 2023, en cuya final cayó (2-6) ante Mark Selby. Tampoco ha logrado hilar ninguna tacada máxima, y la más alta de su carrera está en 144.